# Cato (Wisconsin)
Cato è un comune degli Stati Uniti, situato in Wisconsin, nella Contea di Manitowoc.
Il nome deriva dall'omonimo comune dello Stato di New York.